# ロボットノ夜
『ロボットノ夜』（ろぼっとのよる）は、神聖かまってちゃんの1作目の配信限定シングル。2014年5月28日にunBORDEより配信リリースされた。

## 解説
2014年元日に掲げたマニフェストの内の1つ「3ヶ月連続シングルリリース」の第二弾。
配信開始後、iTunes Storeの総合アルバムチャートでは最高位2位を記録。
（収録曲が4曲と、今までのシングルよりも多いためEP扱いとなっている。）
また、AmazonのMP3アルバムランキングのJ-POP部門では1位を獲得した。

## 収録曲
1. ロボットノ夜
2. 源氏蛍
3. まぼろし大好きっ！
4. 建物んちの君